# 卡洛登战役
卡洛登战役（Battle of Culloden）1746年4月16日发生于苏格兰印威內斯东部的卡洛登原野，对阵双方是英格兰王国汉诺威王朝政府军和宣称英王所有权的前斯图亚特王朝支持者詹姆斯党，最终前者获胜。该战役是英国本土最后一次激战。

## 註腳
1. ↑  . Royal Commission on the Ancient and Historical Monuments of Scotland.[]
2. 1 2 3  Pittock (2016).
3. ↑  Harrington (1991), p. 83.